# David Michael Latt
David Michael Latt (Los Angeles, 28 maggio 1966) è un produttore cinematografico, regista e sceneggiatore statunitense.
È cofondatore di The Asylum, casa di produzione di film a basso costo. È conosciuto per aver prodotto film come Sharknado, San Andreas Quake e Atlantic Rim. Ha prodotto, inoltre, la serie televisiva Z Nation.

## Filmografia parziale

### Produttore

#### Televisione
- Z Nation (2014-in corso)

#### Lungometraggi
- Frankenstein Reborn, regia di Leigh Scott (2005)
- Dead Men Walking, regia di Matt Mervis (2005)
- King - Il re del mondo perduto, regia di Leigh Scott (2005)
- 666: The Child, regia di Jack Perez (2006)
- Dragon, regia di Leigh Scott (2006)
- Transmorphers, regia di Leigh Scott (2007)
- AVH: Alien vs. Hunter, regia di Scott Harper (2007)
- 100 Million BC - La guerra dei dinosauri, regia di Griff Furst (2008)
- 2012: Doomsday, regia di Nick Everhart (2008)
- The Terminators, regia di Xavier S. Puslowski (2009)
- Mega Shark Versus Giant Octopus, regia di Jack Perez (2009)
- MegaFault - La terra trema, regia di David Michael Latt (2009)
- Meteor Apocalypse - Pioggia di fuoco, regia di Micho Rutare (2010)
- Mega Piranha, regia di Eric Forsberg (2010)
- Mega Shark Versus Crocosaurus, regia di Christopher Ray (2010)
- Mega Python vs. Gatoroid, regia di Mary Lambert (2011)
- 2012: Ice Age, regia di Travis Fort (2011)
- Shark Week, regia di Christopher Ray (2012)
- Bigfoot, regia di Bruce Davison (2012)
- 13/13/13, regia si James Cullen Bressack (2013)
- Mega Tornado, regia di Daniel Lusko (2013)
- 100 gradi sotto zero, regia di R. D. Braunstein (2013)
- AE: Apocalypse Earth, regia di Thunder Levin (2013)
- Atlantic Rim, regia di Jared Cohn (2013)
- Sharknado, regia di Anthony C. Ferrante (2013)
- Age of Dinosaurs, regia di Joseph J. Lawson (2013)
- Mega Shark versus Mecha Shark, regia di Emile Edwin Smith (2014)
- Asian School Girls, regia di Larence Silverstein (2014)
- Android Cop, regia di Mark Atkins (2014)
- Apocalypse Pompeii, regia di Ben Demaree (2014)
- Asteroid vs Earth, regia di Christopher Ray (2014)
- Bermuda Tentacles, regia di Nick Lyon (2014)
- Age of Tomorrow, regia di James Kondelik (2014)
- Sharknado 2 - A volte ripiovono, regia di Anthony C. Ferrante (2014)
- Age of Ice, regia di Emile Edwin Smith (2014)
- San Andreas Quake, regia di John Baumgartner (2015)
- Mega Shark vs. Kolossus, regia di Christopher Ray (2015)
- Sharknado 3, regia di Anthony C. Ferrante (2015)
- Troy: The Odyssey, regia di Tekin Girgin (2017)
- Nazi Overlord, regia di Rob Pallatina (2018)

### Regista
- MegaFault - La terra trema (2009)

### Sceneggiatore
- AVH: Alien vs. Hunter, regia di Scott Harper (2007)
- The Terminators, regia di Xavier S. Puslowski (2009)[1]